# Ammassalik Ø
Ammassalik Ø er en ø i Sermersooq Kommune på østkysten af Grønland. Øen er 772 km² stor, og ligger på c65°43' N 37°35' Ø. Her ligger kommunens administrationscenter, Tasiilaq, med 1.852 indbyggere. 
På en ø i nærheden ligger byen Ikkatseq, med kun en indbygger indtil 2005. 
65°43′N 37°35′V / 65.717°N 37.583°V